# Cheikh El Mokrani
Pour les articles homonymes, voir Mokrani.
Cheikh El Mokrani, de son nom complet Mohammed el-Hadj el-Mokrani ou Mohammed Ben Hadj Ahmed El Mokrani, (en kabyle : Lḥaǧ Muḥend At-Meqqran, ⵍⵃⴰⴵ ⵎⵓⵃⴰⵏⴷ ⵏ ⵃⵎⴷ ⵏ ⴰⵜ ⵎⵇⵕⴰⵏ ; en arabe : Cheikh Mohammed El Mokrani, الشيخ محمد المقراني ), né en 1815 à Aït Abbas (Kabylie) et mort en 1871 à Oued Souflat; près de Bouira (Kabylie), était un notable dont le père, Cheikh Ahmed El-Mokrani était calife de la région de Medjana sur les hauts plateaux algériens. Il joua un rôle actif dans la révolte kabyle de 1871 avec Cheikh Ameziane El-Haddad, chef de la confrérie des Rahmania, son frère Bou-Mezrag El-Mokrani et son cousin El Hadj Bouzid. Issu d'une famille de haut rang, il est un chef fier et meurt au combat en 1871 tué d'une balle en plein front.

## Origines familiales

### La dynastie des Mokrani
Les Mokrani sont descendants du royaume des Aït Abbès (XVIe – XIXe siècles), issus du dernier sultan hafside de Béjaia, Abou El Abbés Abdelaziz.
Le patronyme Mokrani vient du mot berbère Amokrane "Ameqqran" (« grand », « chef »), titre devenu nom dynastique à partir d'Ahmed Amokrane, chef des Beni Abbes de 1556 à 1596.

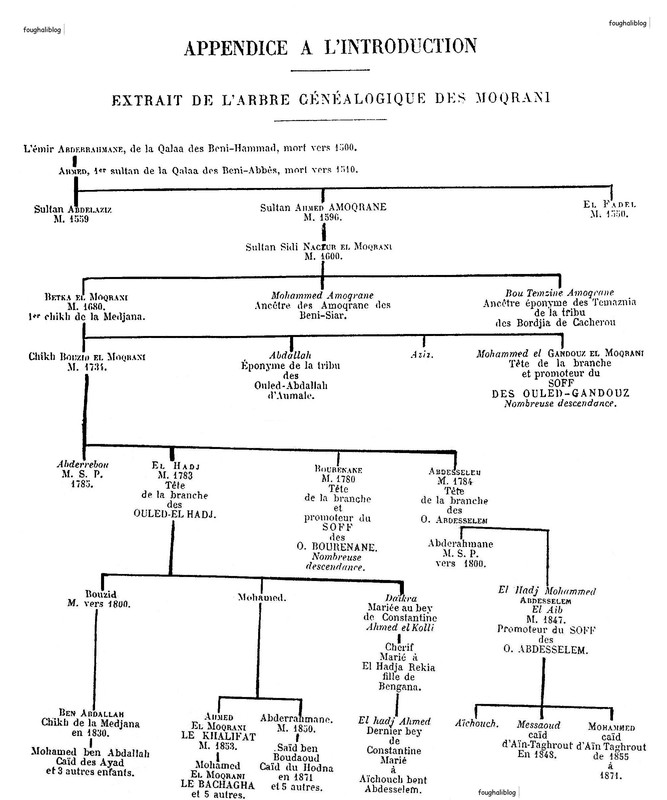
Arbre généaologique de la famille El-Mokrani

### Ahmed Mokrani, père de Mohamed

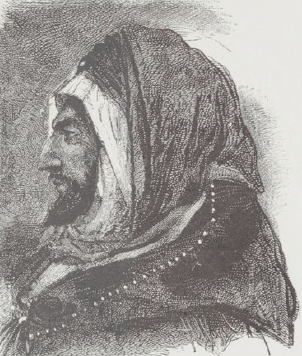
Ahmed El Mokrani, père de Mohammed El Mokrani

Le père de Mohamed est Ahmed Mokrani (mort en 1853), chef des Beni Abbes de 1831 à 1853.
Neveu de Abdallah ben Bouzid Mokrani (mort en 1830), Ahmed Mokrani se trouve en rivalité avec un parent éloigné, Abdesslam (mort en 1847), khalifa d'Abdallah, qui occupe le trône en 1830-1831. Ahmed Mokrani s'allie alors avec le bey de Constantine, Ahmed Bey, et réussit à vaincre Abdesslam, qui est fait prisonnier. Abdesslam s'évade au moment de la prise de Constantine par les Français en 1837, et reprend le contrôle de la plaine de la Medjana, tandis qu'Ahmed se maintient dans la citadelle des Bibans, la Kalâa des Beni Abbes.
Abdesslam obtient de l'émir Abd el-Kader, alors en trêve avec les Français, le titre de khalifa de la Medjana ; de son côté, Ahmed établit une alliance avec les autorités françaises qui le reconnaissent aussi comme khalifa de la Medjana. En octobre 1839, il assure le libre passage de l'expédition des Portes de Fer.
La reprise de la guerre par Abd el-Kader (précisément à cause de cette expédition) permet à Ahmed de l'emporter sur Abdesslam en 1841.
En 1845, une ordonnance royale précise sa situation : il est toujours désigné comme khalifa de la Medjana, mais avec un statut non plus d'allié, mais de subordonné (en l'occurrence, à l'officier commandant de cercle). Il perd un certain nombre de prérogatives. Il meurt en avril 1853 à Paris, au cours d'une visite à l'invitation de Napoléon III.

## Organisation administrative

### Le bachagha Mokrani
Mohamed Mokrani est le troisième fils d'Ahmed, avec Lakhdar et Bou-Mezrag. Le Service des affaires indigènes le désigne comme successeur, mais avec le titre moins prestigieux de bachagha de la Medjana,.
L'historien Charles-André Julien écrit : « Les mesures les plus vexatoires se succédèrent… : privation de ressources fiscales…, imposition de taxes inusitées…, remplacement de ses préposés (oukil) par des caïds et des cheikhs dépendant du commandement supérieur, enfin confiscation d'environ 5 000 hectares de terres » affectées à la commune de Bordj Bou Arreridj.
Il subit aussi des vexations personnelles : en 1864, il est blâmé en public par un général pour avoir émis des réserves sur l'internement de Bou Akkas, cheikh de la Ferdjioua. En 1870, il devient le subordonné d'un capitaine au lieu d'un colonel, alors même qu'il connaît personnellement plusieurs généraux français et a été reçu par l'empereur à Paris.[réf. nécessaire]

### Le bachaghalik de la Medjana
Par arrêté du 21 mars 1864, le bachaghalik de la Medjana, est divisé, sur la demande Mokrani, en quatre caïdats portant chacun le nom de la tribu (Hachems, Megueddems, Ouled'Khelouf, Djebaïlia) qui occupe le territoire :
- Hachems, composé des fractions suivantes : El-Bedadra, Ouled-Adjil, El-Taalba, El-Douaïr, El-Allaouna de Tabou-Eirt, El-Allaouna de Sidi-Embarek, Ouled-Skar, Ouled-Hanachin, Ouled-Si-Saïd, Ouled saad de jijel, Ouled-Deba, Beni-Hamid, Ouled-Ghaïb, Ouled-G'Heniti, Ouled-Agla, Zelagna et Bou-Merguet, El-Khebatua et Aouna-Zeriga, Ouled-Kheliff, Ouled-Snoussi, El-Atamia, Ouled-Sidi-Moussa, Bir-Kaced-Ali, Guemmour, Ouled-Mokhan et Zemala
- Megueddems, composé des fractions suivantes : Hassenaouas, Ouled-Hanich, Ouled-Dahman
- Ouled'Khelouf, composé des fractions suivantes : Ouled-Cherieth, Ouled-Hama, Ouled-Aïssa, Ouled-bon-Sahab, Ouled-Seïfi et Ouled-bou-Mehira, El-Khenatcha, El-Zguer et Ouled-Hamma, Ouled-Rachedi, Ouled-bou-Rahal, EI-Djouaoula, Ouled-Belhoul, El-Rabtah, El-Ksour
- Djebaïlia, composé des fractions suivantes : Dar-el-Beïda, Seqaïd-Rouha, Ouled-Sidi-el-Djoudi, Ouled Sidi-Amor, Ouled-Sidi-Messaoud, El-Kariou, Ouled-bou-Ahriz, Ouled-Sidi-Ali-Taïer, Feracha, Ouled-Rached, El-Ghedida, Bou-Kton, Allaoua.

### La guerre franco-prussienne et ses suites
Lors de la famine de 1866-1868, Mokrani paie sur ses fonds personnels l'achat de semences. Le gouverneur général, Mac Mahon, lui donne alors l'assurance d'un remboursement de ses dépenses par l'Etat.
En 1870, Mohamed Mokrani, qui n'a encore rien reçu, doit rembourser les créanciers au moment où Mac Mahon est rappelé en France à cause de la guerre franco-prussienne[réf. nécessaire]. Il doit hypothéquer ses biens personnels[réf. nécessaire] et lorsqu'il se réclame des promesses de Mac Mahon, après la chute de Napoléon III, le général Augeraud (alors chef d'état-major pour l'Algérie) lui aurait répondu : « [maintenant], ce sont des civils qui gouvernent l'Algérie, nous ne pouvons rien faire. ». En effet, la mise en place du régime civil en Algérie (alors sous la tutelle des militaires) et la naissance de la IIIe République chamboule les soutiens militaires de Mokrani.
Pourtant, au début de la guerre, en juillet 1870, Mohamed Mokrani est un des vingt bachagas qui, à la demande du Service des affaires indigènes, signent une adresse appelant à soutenir l'effort de guerre de la France.
Il assiste alors (par le biais de la presse) à des phénomènes historiques surprenants : la capitulation de Sedan, la chute de Napoléon III (4 septembre), la capitulation de Metz, le siège de Paris, l'armistice du 28 janvier 1871.
En Algérie, ces événements provoquent une insurrection larvée des Européens d'Algérie contre les autorités militaires : le 28 octobre, le gouverneur général intérimaire désigné, le général Walsin-Esterhazy, est contraint de démissionner sous la pression de la rue et est immédiatement conduit au port d'Alger et transporté sur un navire de guerre. Son remplaçant est un civil, Charles du Bouzet, commissaire extraordinaire.

## La révolte kabyle de 1871

### À la veille d'une tension régionale
À la proclamation du décret Crémieux, sous le gouvernement Gambetta le 24 mars 1871, le désaccord est présent entre les kabyles et l'autorité française, cependant elle n'explique pas la révolte de 1871 selon Richard Ayoun (1988) En effet, lorsque les villes et communes furent divisées de façon que les tribus soient sous autorité des maires. 

« ...cela impliquait que le bachaga Mokrani dont la majeure partie  du territoire jouxtait la commune de Bordj Bou-Arredj tombe sous l'autorité du maire de Bordj Bou-Arredj pour devenir conseiller municipal de cette commune. Ce décret causa une source d'inquiétude chez les chefs indigènes qui voyaient à terme la fin de leurs prérogatives et la perte de ce à quoi ils tenaient le plus, la Heurma c'est-à-dire la considération, les honneurs dus à leur rang (Sicard,2013:27) »

Le 7 décembre, le nouveau chef de Mohamed Mokrani, un commissaire civil, s'installe à Bordj Bou Arreridj. En même temps, il apprend que les militaires sont en pourparlers avec la branche Abdesslam de la famille, celle des adversaires de son père[réf. nécessaire].
L'ensemble de ces mesures discriminantes et humiliantes et les conflits d'intérêts personnels ont mené Cheikh El-Mokrani vers une des plus grandes révoltes qu'ait connu l'Algérie avant son indépendance[réf. nécessaire].

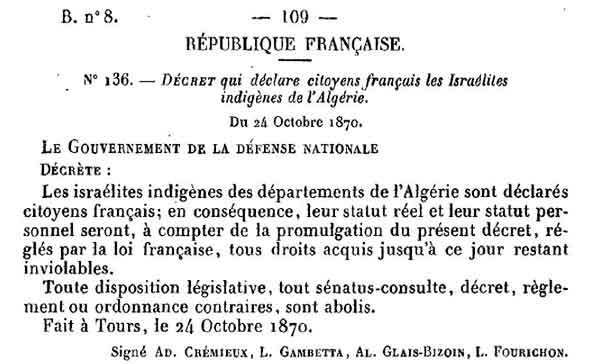
Décret Crémieux du 24 octobre 1870

### L'insurrection de 1871

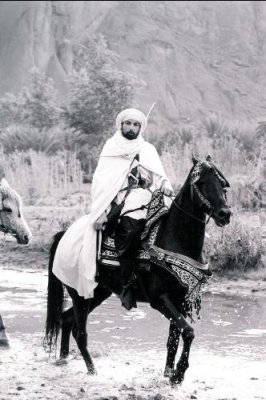
Mohammed el Keblouti, chef de la révolte à Souk Ahras

En janvier 1871, Mohamed El Keblouti Ben Tahar est un chef du mouvement armé à Souk Ahras. Une composante de Spahis, de membres des tribus H’nancha, Ouled Aïdas, N’bails, Deiras, Ouled Khiar.
Le 8 avril 1871, l'appel aux armes est lancé par Cheikh Ameziane El-Haddad, chef de la Confrérie des Rahmaniyya. Les tribus répondent à son appel, puisque entre 80 000 et 100 000 combattants prirent les armes en allant attaquer fermes et villages. Ce soulèvement ne concerne que la population kabyle, elle exclut les populations arabophones du reste du pays qui ne participe pas à ce soulèvement. Les Kabyles étaient également restés à l'écart lors du soulèvement d'Abd El-Kader en 1840.
Ce n'était pas la première fois que la Kabylie, les Aurès et le Hodna se soulevait, en effet, plusieurs mouvement s'étaient déjà produits entre 1858 et 1870[réf. nécessaire].
Cheikh El-Mokrani et ses hommes marchent sur Tizi-Ouzou, puis le 14 avril 1871 sur le poste de Palestro, et rejoignent finalement la côte. La révolte gagne la Petite Kabylie et la région de Tébessa puis la  Grande Kabylie.
D'autres[Qui ?] avaient pris le parti d'aller rejoindre Alger pour protester ; ils sont arrêtés à l'Alma, dans la wilaya de Boumerdès par des volontaires européens le 22 avril 1871.
L'insurrection est brutale et sanglante et se déroule dans la terreur, la confiscation de propriétés et les violences envers les indigènes.

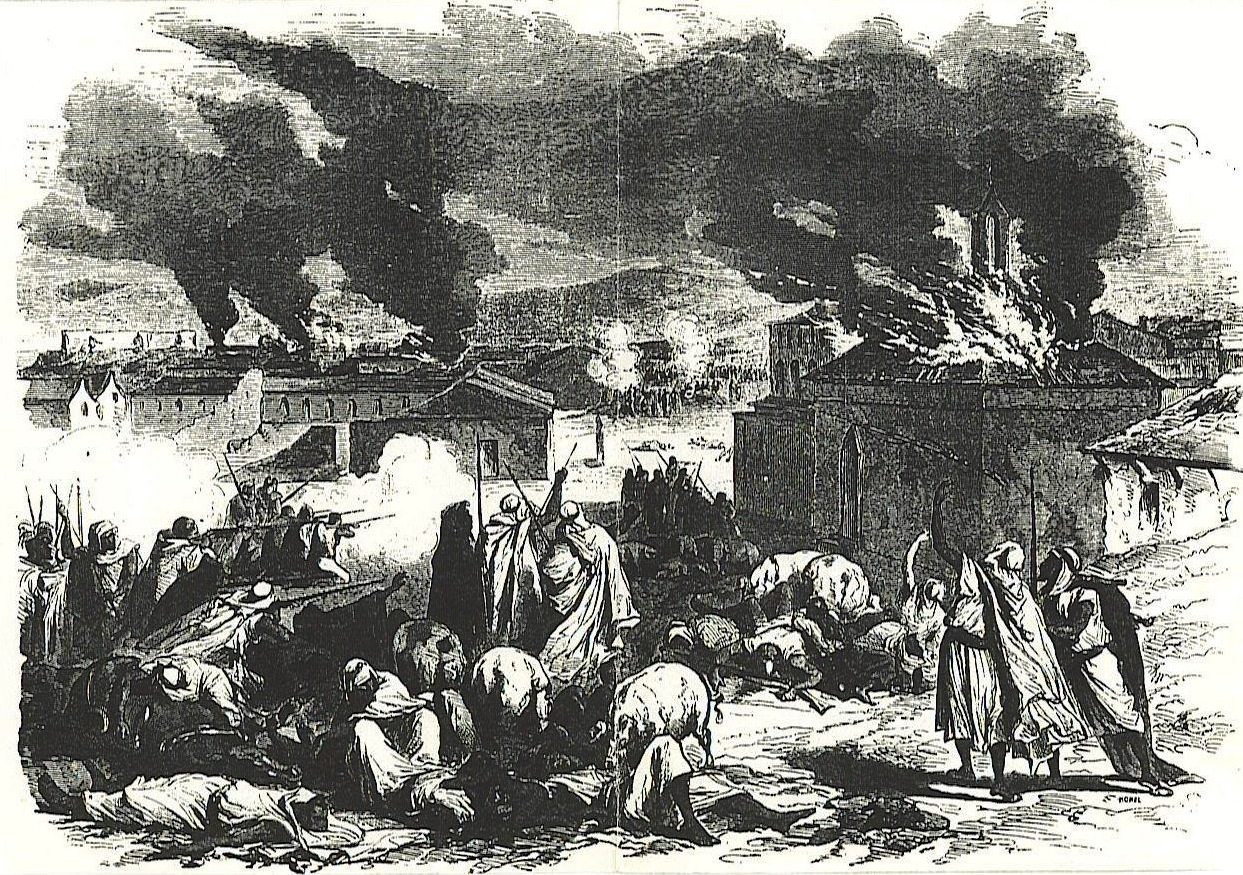
Gravure illustrant l'insurrection kabyle de 1871

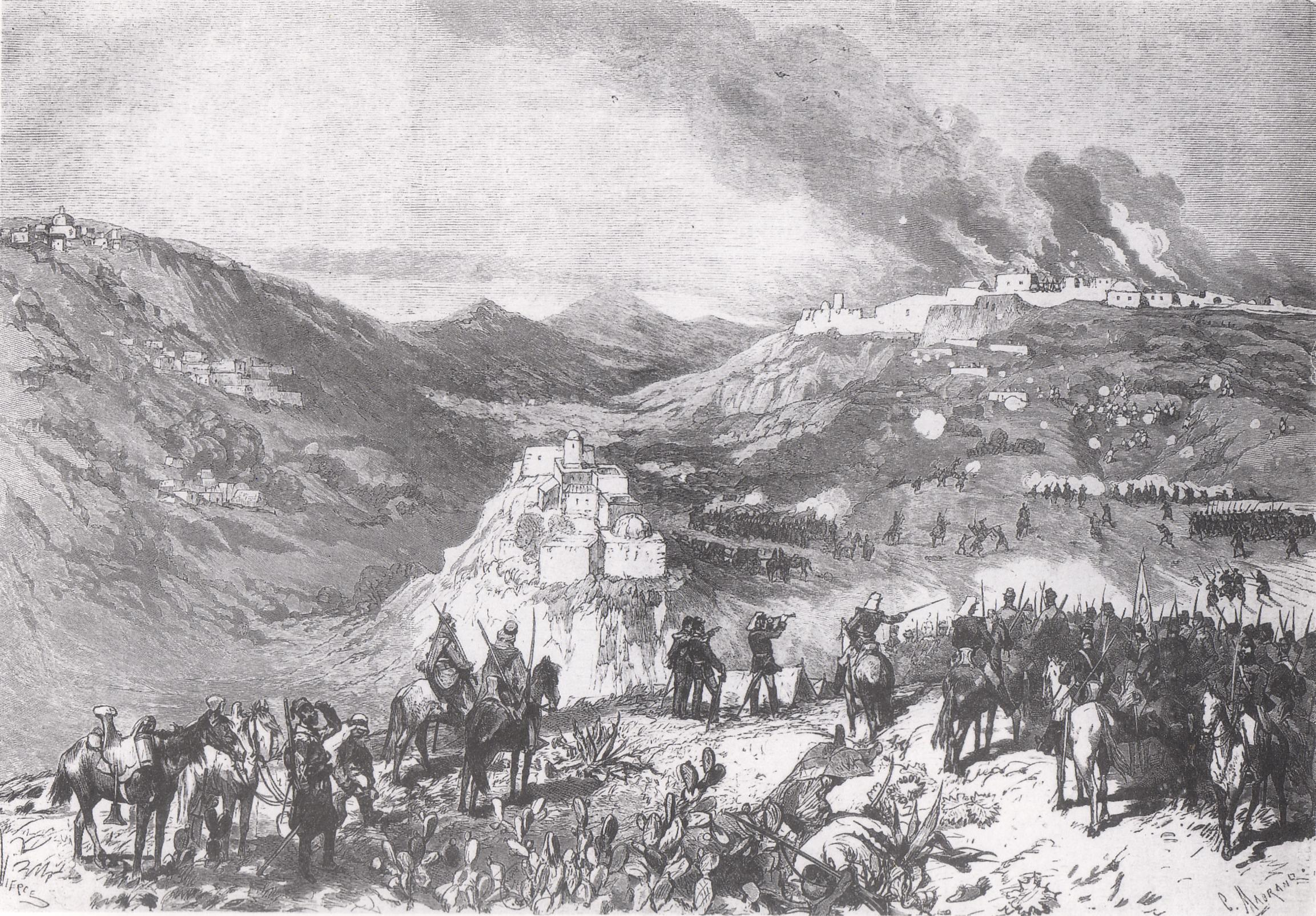
Combat de Tizi-Ouzou lors de l'insurrection kabyle de 1871

### Le rôle de Cheikh El Mokrani
Mokrani joua un rôle primordial dans l'insurrection de la Kabylie en 1871, refusant après la défaite que l'on lui ait proposé une reddition sans conditions et un passage en cour d'Assise devant un jury de colons.

Après avoir demandé sa démission par lettre le 27 février 1871, il la renouvelle le 9 mars 1871. Il écrit ainsi dans une lettre destinée au général Augeraud, chef de la division de Constantine : 

« Vous connaissez la cause qui m'éloigne de vous ; je ne puis que vous répéter ce que vous savez déjà; je ne veux pas être l'agent du gouvernement civil (...) Je m'apprête à vous combattre ; que chacun aujourd'hui prenne son fusil. »

C'est un leader de la révolte kabyle, un penseur et un combattant représentant les tribus[réf. nécessaire].

Il meurt au combat le 5 mai 1871, tué par une colonne commandée par le général Saussier. A Oued Soufflat, près de Bouira, il est enterré dans la cour de la mosquée de Djamaâ El Kebir à la Kalâa des Beni Abbès. 

« (...) il descendit de cheval et, gravissant lentement, la tête haute, l'escarpement d'un ravin balayé par notre mousqueterie, il reçut la mort (d'une balle en plein front) , qu'aux dires des témoins de cette scène émouvante il cherchait, orgueilleux et fier comme il eut fait du triomphe. »

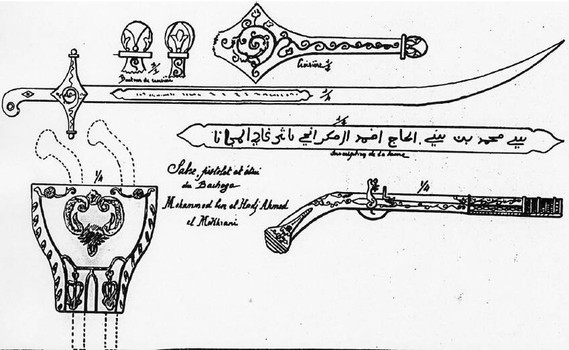
Manuscrit détaillant les armes de Mohamed el Mokrani par A Maitrot - Extrait du recueil des Notices et Mémoires de la Société archéologique historique et géographique de Constantine

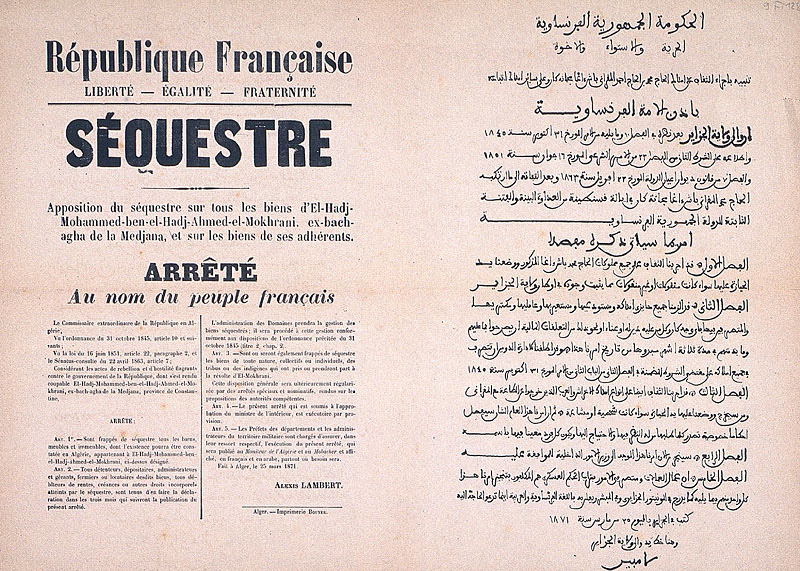
Séquestre des biens de Cheikh El Mokrani

### La fin de la révolte
À sa mort, Cheikh El-Mokrani est remplacé par Bou-Mezrag El-Mokrani et Hadj Bouzid mais Bou-Mezrag El-Mokrani fut capturé le 20 janvier 1872 et déporté en Nouvelle-Calédonie
La fin de la révolte se caractérise par des lourdes sanctions de la part de l'autorité française, condamnations à mort, déportations en Nouvelle-Calédonie, impôts de guerre, confiscation de terre, destruction de plantations, etc.

## Hommages
Un transporteur de gaz naturel liquéfié de la marine marchande algérienne, d'une capacité de 75 500 m3, réceptionné en 2007, est baptisé Cheikh Mokrani à Osaka au Japon.
Il existe une place El-Mokrani, dans la commune de Sidi M'hamed. Plusieurs lycées algériens portent son nom à Ben Aknoun, dans la banlieue d'Alger, à El-Biar, dans la banlieue d'Alger, à Aïn Bessem, à Bordj Bou Arreridj. Une statue le représentant se trouve dans le centre de Bordj Bou Arreridj.